# Leonid Andréiev
Leonid Nikoláievich Andréyev (en ruso Леонид Николаевич Андреев; Oriol, 9 de agostojul./ 21 de agosto de 1871greg. - Mustamäki, Finlandia —hoy en el óblast de Leningrado—, 12 de septiembre de 1919) fue un escritor y dramaturgo ruso que lideró el movimiento del expresionismo en la literatura de su país. Estuvo activo en la época entre la Revolución de 1905 y la Revolución de Octubre de 1917.

## Biografía
Originalmente estudió derecho en Moscú y San Petersburgo, pero abandonó su poco remuneradora práctica para seguir la carrera literaria. Fue reportero para un periódico moscovita, cubriendo la actividad judicial, función que cumplió rutinariamente sin llamar la atención desde el punto de vista literario. Su primer relato publicado fue Sobre un estudiante pobre, una narración basada en sus propias experiencias. Sin embargo, hasta que Máximo Gorki lo descubrió por unos relatos aparecidos en el Mensajero de Moscú (Moskovski véstnik) y en otras publicaciones, no empezó realmente la carrera de Andréyev.  

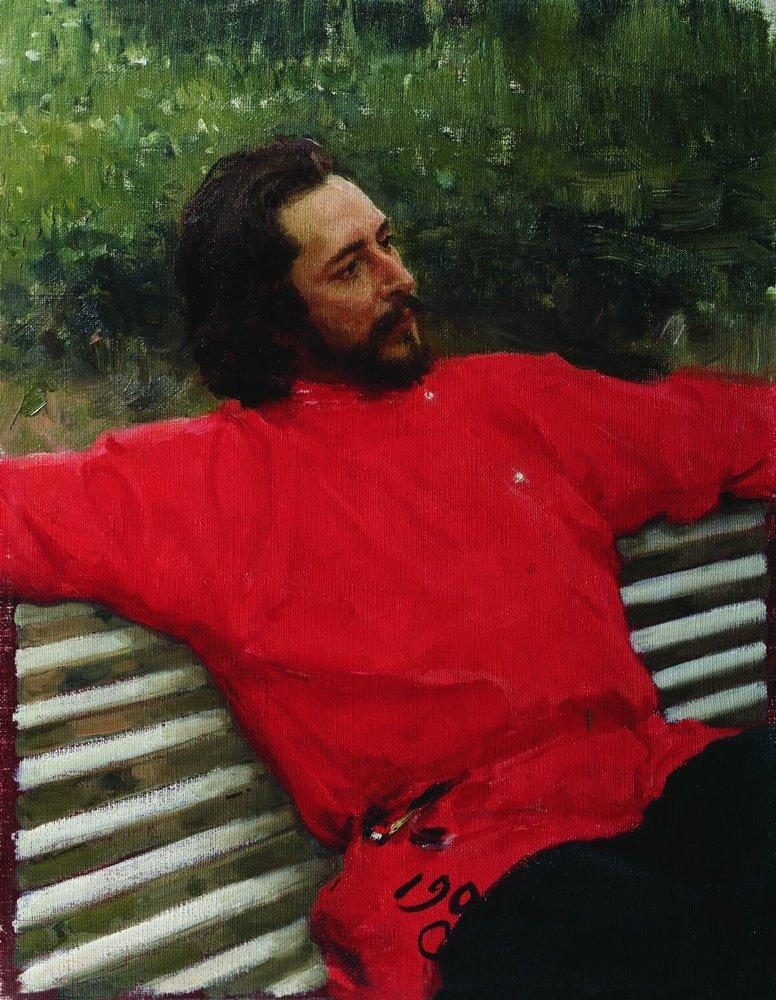
Retrato de L. N. Andréyev, obra de Iliá Repin (1905).

Desde entonces hasta su muerte, fue uno de los más prolíficos escritores rusos, produciendo cuentos, bosquejos, dramas, etc., de forma constante. Su primera colección de relatos apareció en 1901 y vendió un cuarto de millón de ejemplares en poco tiempo. Fue aclamado como una nueva estrella en Rusia, donde su nombre pronto se hizo famoso. Publicó su narración corta, "En la niebla" en 1902. Aunque empezó dentro de la tradición rusa, pronto sorprendió a sus lectores por sus excentricidades, las cuales crecieron aún más que su fama. Sus dos historias más conocidas son probablemente "Risa roja" (1904) y Los siete ahorcados (1908). Entre sus obras más conocidas de temática religiosa figuran los dramas simbolistas El que recibe las bofetadas y Anatema. 
Idealista y rebelde, pasó sus últimos años en la pobreza, y su muerte prematura por una enfermedad cardíaca pudo haber sido favorecida por su angustia a causa de los resultados de la Revolución Bolchevique. A diferencia de su amigo Máximo Gorki, Andréyev no consiguió adaptarse al nuevo orden político. Desde su casa en Finlandia, donde se exilió, dirigió al mundo manifiestos contrarios a los excesos bolcheviques.   
Aparte de sus escritos de carácter político, publicó poco a partir de 1914. Un drama, Las tristezas de Bélgica, fue escrito al inicio de la Primera Guerra Mundial para celebrar el heroísmo de los belgas contra el ejército invasor alemán. Se estrenó en los Estados Unidos, al igual que La vida del hombre (1917), El rapto de las sabinas (1922), El que recibe las bofetadas (1922) y Anatema (1923).   
Pobre asesino, una adaptación de su relato El pensamiento, escrita por Pavel Kohout, se estrenó en Broadway en 1976. En cine, el argentino Boris H. Hardy dirigió una cuidada versión cinematográfica de El que recibe las bofetadas, con Narciso Ibáñez Menta en el papel protagónico, estrenada en 1947. 
Estuvo casado con la condesa Wielhorska, sobrina nieta de Tarás Shevchenko. Su hijo fue Daniil Andréyev, poeta y místico, autor de Roza Mira. Su nieta, la escritora estadounidense Olga Andrejew Carlisle, publicó una colección de sus cuentos, Visiones, en 1987.

## Las obras más destacadas
- Krasny smej "Risa Roja" (1904)
- Iúda Iskariót "Judas Iscariote" (1907)
- Rasskáz o semí povéshennyj "Los siete ahorcados"(1908). Los siete ahorcados. Córdoba: El Olivo Azul, 2007. ISBN 978-84-935900-1-7
- Anáfema "Anátema" (1909)
- Sashka Zheguliov "Sachka Yegulev" (1911)
- Dnevnik Sataný "El diario de Satanás" (1919) El diario de Satanás. Madrid: Eneida, 2011. ISBN 978-84-92491-77-3

## Traducciones al castellano
- El abismo (novela), trad. de J. Rivas Panedas (sin indicación de editorial ni fecha).
- El pensamiento (novela), trad. de Fernando Accame y Ricardo Laoz. Versión directa del ruso (Editorial Maucci, Barcelona, 1930).
- Los espectros (novelas breves). Sin mención de traductor (Editorial Calpe, Madrid, 1919).
- Los espectros (novelas breves). Versión directa del ruso de Nicolás Tasin (Editorial Calpe, Madrid, 1919).
- Los espectros (novelas breves). Versión directa del ruso de Nicolás Tasin (Editorial Espasa-Calpe, Madrid, 1943).
- La risa roja (novela). Sin mención de traductor (Editorial Biblioteca Nueva, Madrid, 1920).
- La risa roja (novela). Versión directa del ruso de Nicolás Tasin (sin indicación de editorial ni fecha)
- La risa roja (Fragmentos de un manuscrito perdido) (novela). Versión de Alexis Marcof (Editorial Maucci, Barcelona. Sin fecha).
- Hacia las estrellas (drama en cuatro actos). Versión directa del ruso de Nicolás Tasin (Editorial Biblioteca Nueva, Madrid, 1925) (Bajo el título general de Teatro selecto contemporáneo).
- Hacia las estrellas (drama en cuatro actos). Versión directa del ruso de Fernando Accame (Editorial Maucci, Barcelona. Sin fecha).
- Judas Iscariote (novela). Sin mención de traductor (Editorial Biblioteca Nueva, Madrid, 1920).
- Judas Iscariote (novela). Versión directa del ruso de Nicolás Tasin (Editorial Calpe, Madrid. Sin fecha).
- El rey Hambre (drama). Versión directa del ruso de Nicolás Tasin y Mercedes Gols (Editorial Maucci, Barcelona, 1930).
- Bajo la niebla (novela). Traducción de A. Fernández Escobar (Editorial Maucci, Barcelona, 1931).
- Memorias de un preso (novela). Traducción de N. Belsky (sin indicación de editorial, 1920).
- Memorias de un prisionero (novela). Sin mención de traductor (Editorial Biblioteca Nueva, Madrid, 1920).
- Los días de nuestra vida (drama en cuatro actos). Traducción de Fernando Accame y Ricardo Lahoz (Editorial Maucci, Barcelona, 1931).
- Anatema (drama). Traducción de Cristóbal de Castro (Editorial Aguilar, Madrid, 1929) (Bajo el título general de Teatro judío).
- Anatema (drama). Traducción de Fernando Accame y Ricardo Lahoz (Editorial Maucci, Barcelona. Sin fecha).
- Dies irae (novelas breves). Versión directa del ruso de Nicolás Tasin (Editorial Calpe, Madrid, 1920).
- Gaudeamus (comedia). Versión española de G. Portnof (Editorial Estrella, Madrid, 1920).
- Gaudeamus (comedia). Versión española de Alexis Marcof y José María Alcalde (Editorial Maucci, Barcelona, 1931).
- Más allá de la muerte; lecturas de una hora. Sin mención de traductor (Editorial Jiménez Fraud, Madrid. Sin fecha).
- El Océano (drama). Traducción de Luis E. Pujol (Editorial Maucci, Barcelona, 1930).
- Saschka Yegulev (novela). Versión directa del ruso de Nicolás Tasin (Editorial Espasa-Calpe, Madrid, 1934).
- Catalina Ivanovna (drama) Traducción directa del ruso de Fernando Accame y Ricardo Lahoz (Editorial Maucci, Barcelona, 1930).
- Las bellas sabinas Traducción de Luis E. Pujol (Editorial Maucci, Barcelona, 1930).
- El que recibe las bofetadas (drama). Traducción de Cristóbal de Castro (Editorial Aguilar, Madrid, 1929) (Bajo el título general de Teatro revolucionario ruso).
- El que recibe las bofetadas (drama). Adaptación escénica de Rafael Cansinos-Assens y Valentín de Pedro (sin indicación de editorial ni fecha, Madrid).
- El vals de los perros; drama de la soledad (drama cómico). Traducción directa del ruso de Fernando Accame (Editorial Maucci, Barcelona, 1930).
- El vals de los perros; drama de la soledad (drama cómico). Traducción de Cristóbal de Castro (Editorial Aguilar, Madrid) (Bajo el título general de Teatro grotesco ruso).
- Los jóvenes (escenas dramáticas en cuatro actos). Traducción de Luis E. Pujol (Editorial Maucci, Barcelona, 1936).
- El hombre que encontró la verdad (novela). Traducción de J. García Mercadal (Editorial Espasa-Calpe, Madrid, 1925).
- La marsellesa (novela). Traducción de J. García Mercadal (Editorial Espasa-Calpe, Madrid, 1925).
- La vida de un pope (novela). Traducción de J. García Mercadal (Editorial Espasa-Calpe, Madrid, 1925).
- El ladrón (novela). Traducción de J. García Mercadal (Editorial Espasa-Calpe, Madrid, 1925).
- El amor propio Traducción de Luis E. Pujol (Editorial Maucci, Barcelona, 1930).
- Los ahorcados (novela). Sin mención de traductor (Biblioteca de Jurisprudencia, Filosofía e Historia, Madrid, 1914 (?))
- Los siete ahorcados (novela). Traducción de G. Portnof (Editorial Biblioteca Nueva, Madrid, 1920)
- Los siete ahorcados (novela). Versión castellana de Enrique Ruiz de la Serna (El libro popular, Madrid, 1922)
- Los siete ahorcados (novela). Traducción de Alexis Marcof (Editorial Maucci, Barcelona, 1931).
- Los siete ahorcados (novela). Traducción de Villaespesa Baeza (Editorial Rubí, 1946).
- El misterio y otros cuentos (cuentos). Versión directa del ruso de Nicolás Tasin (Editorial Calpe, Madrid, 1921).
- El diario de Satanás. (novela). Traducción de Eduardo Ugarte Blasco (Editorial Calpe, Madrid, 1924).
- El diario de Satanás. (novela). Versión directa del ruso de Nicolás Tasin (Editorial Rivadeneyra, Madrid. Sin fecha).
- El diario de Satanás. (novela). Versión directa del ruso de Nicolás Tasin  (Editorial Calpe, Madrid, Sin fecha).  (Bajo el título general de Cuentos escogidos).
- Savva (drama en cuatro actos). Traducción de Alexis Marcof y Juan Osés Hidalgo (Editorial Maucci, Barcelona, 1930).
- Diez novelas breves. (novela). Versión directa del ruso de Nicolás Tasin  (Editorial Calpe, Madrid, Sin fecha).
- Cuentos escogidos (cuentos), Versión española de Fernando González (Editorial C.I.A.P., Madrid. Sin fecha)
- No matarás (drama en cinco actos). Versión directa del ruso de Fernando Accame y Ricardo Lahoz (Editorial Maucci, Barcelona, 1931).
- Historia de Serguei Petrovich (novela). Versión directa del ruso de Rafael Cansinos-Assens (Editorial Aguilar, Madrid, 1955) (En el volumen Obras escogidas).
- La idea (novela). Versión directa del ruso de Rafael Cansinos-Assens (Editorial Aguilar, Madrid, 1955) (En el volumen Obras escogidas).
- Vida de Vasilii Fiveishkii (novela). Versión directa del ruso de Rafael Cansinos-Assens (Editorial Aguilar, Madrid, 1955) (En el volumen Obras escogidas).
- Risa roja (novela). Versión directa del ruso de Rafael Cansinos-Assens (Editorial Aguilar, Madrid, 1955) (En el volumen Obras escogidas).
- El gobernador (novela). Versión directa del ruso de Rafael Cansinos-Assens (Editorial Aguilar, Madrid, 1955) (En el volumen Obras escogidas).
- Judas Iscariote (novela). Versión directa del ruso de Rafael Cansinos-Assens (Editorial Aguilar, Madrid, 1955) (En el volumen Obras escogidas).
- Bruma (novela). Versión directa del ruso de Rafael Cansinos-Assens (Editorial Aguilar, Madrid, 1955) (En el volumen Obras escogidas).
- Mis memorias (novela). Versión directa del ruso de Rafael Cansinos-Assens (Editorial Aguilar, Madrid, 1955) (En el volumen Obras escogidas).
- Sascha Yegulev (novela). Versión directa del ruso de Rafael Cansinos-Assens (Editorial Aguilar, Madrid, 1955) (En el volumen Obras escogidas).
- En la ventana (novela). Versión directa del ruso de Rafael Cansinos-Assens (Editorial Aguilar, Madrid, 1955) (En el volumen Obras escogidas).
- Vivieron... fueron (novela). Versión directa del ruso de Rafael Cansinos-Assens (Editorial Aguilar, Madrid, 1955) (En el volumen Obras escogidas).
- Fantasmas (novela). Versión directa del ruso de Rafael Cansinos-Assens (Editorial Aguilar, Madrid, 1955) (En el volumen Obras escogidas).
- Sin perdón (novela). Versión directa del ruso de Rafael Cansinos-Assens (Editorial Aguilar, Madrid, 1955) (En el volumen Obras escogidas).
- Así fue (novela). Versión directa del ruso de Rafael Cansinos-Assens (Editorial Aguilar, Madrid, 1955) (En el volumen Obras escogidas).
- Cristianos (novela). Versión directa del ruso de Rafael Cansinos-Assens (Editorial Aguilar, Madrid, 1955) (En el volumen Obras escogidas).
- Lázaro (novela). Versión directa del ruso de Rafael Cansinos-Assens (Editorial Aguilar, Madrid, 1955) (En el volumen Obras escogidas).
- Hijo de hombre (novela). Versión directa del ruso de Rafael Cansinos-Assens (Editorial Aguilar, Madrid, 1955) (En el volumen Obras escogidas).
- La norma del bien (novela). Versión directa del ruso de Rafael Cansinos-Assens (Editorial Aguilar, Madrid, 1955) (En el volumen Obras escogidas).
- En la niebla (novela). Versión directa del ruso de Rafael Cansinos-Assens (Editorial Aguilar, Madrid, 1955) (En el volumen Obras escogidas).
- Promesas primaverales (novela). Versión directa del ruso de Rafael Cansinos-Assens (Editorial Aguilar, Madrid, 1955) (En el volumen Obras escogidas).
- Él (Historia de un desconocido (novela). Versión directa del ruso de Rafael Cansinos-Assens (Editorial Aguilar, Madrid, 1955) (En el volumen Obras escogidas).
- Malditas fieras (novela). Versión directa del ruso de Rafael Cansinos-Assens (Editorial Aguilar, Madrid, 1955) (En el volumen Obras escogidas).
- El Kaiser y el prisionero (novela). Versión directa del ruso de Rafael Cansinos-Assens (Editorial Aguilar, Madrid, 1955) (En el volumen Obras escogidas).
- Bargamot y Garaska (cuento). Versión directa del ruso de Rafael Cansinos-Assens (Editorial Aguilar, Madrid, 1955) (En el volumen Obras escogidas).
- Fabulillas no del todo infantiles (cuento). Versión directa del ruso de Rafael Cansinos-Assens (Editorial Aguilar, Madrid, 1955) (En el volumen Obras escogidas).
- Ivan Ivanovich (cuento). Versión directa del ruso de Rafael Cansinos-Assens (Editorial Aguilar, Madrid, 1955) (En el volumen Obras escogidas).
- En paz (cuento). Versión directa del ruso de Rafael Cansinos-Assens (Editorial Aguilar, Madrid, 1955) (En el volumen Obras escogidas).
- El patito (cuento). Versión directa del ruso de Rafael Cansinos-Assens (Editorial Aguilar, Madrid, 1955) (En el volumen Obras escogidas).
- Lo que el cuervo vio (cuento). Versión directa del ruso de Rafael Cansinos-Assens (Editorial Aguilar, Madrid, 1955) (En el volumen Obras escogidas).
- Historia de la serpiente; de cómo le salieron los colmillos venenosos (cuento). Versión directa del ruso de Rafael Cansinos-Assens (Editorial Aguilar, Madrid, 1955) (En el volumen Obras escogidas).
- Azar (cuento). Versión directa del ruso de Rafael Cansinos-Assens (Editorial Aguilar, Madrid, 1955) (En el volumen Obras escogidas).
- Un hombre original (cuento). Versión directa del ruso de Rafael Cansinos-Assens (Editorial Aguilar, Madrid, 1955) (En el volumen Obras escogidas).
- Nevasca otoñal (cuento). Versión directa del ruso de Rafael Cansinos-Assens (Editorial Aguilar, Madrid, 1955) (En el volumen Obras escogidas).
- De la vida del capitán Kablukov (cuento). Versión directa del ruso de Rafael Cansinos-Assens (Editorial Aguilar, Madrid, 1955) (En el volumen Obras escogidas).
- Defensa (Historia de un día (cuento). Versión directa del ruso de Rafael Cansinos-Assens (Editorial Aguilar, Madrid, 1955) (En el volumen Obras escogidas).
- Valia (cuento). Versión directa del ruso de Rafael Cansinos-Assens (Editorial Aguilar, Madrid, 1955) (En el volumen Obras escogidas).
- Piotka en la dacha (cuento). Versión directa del ruso de Rafael Cansinos-Assens (Editorial Aguilar, Madrid, 1955) (En el volumen Obras escogidas).
- El angelito (cuento). Versión directa del ruso de Rafael Cansinos-Assens (Editorial Aguilar, Madrid, 1955) (En el volumen Obras escogidas).
- El gran Slam (cuento). Versión directa del ruso de Rafael Cansinos-Assens (Editorial Aguilar, Madrid, 1955) (En el volumen Obras escogidas).
- El amigo (cuento). Versión directa del ruso de Rafael Cansinos-Assens (Editorial Aguilar, Madrid, 1955) (En el volumen Obras escogidas).
- Como un relámpago (cuento). Versión directa del ruso de Rafael Cansinos-Assens (Editorial Aguilar, Madrid, 1955) (En el volumen Obras escogidas).
- En el río (cuento). Versión directa del ruso de Rafael Cansinos-Assens (Editorial Aguilar, Madrid, 1955) (En el volumen Obras escogidas).
- Vida bellísima para los resucitados (cuento). Versión directa del ruso de Rafael Cansinos-Assens (Editorial Aguilar, Madrid, 1955) (En el volumen Obras escogidas).
- Kusaka (cuento). Versión directa del ruso de Rafael Cansinos-Assens (Editorial Aguilar, Madrid, 1955) (En el volumen Obras escogidas).
- El regalo (cuento). Versión directa del ruso de Rafael Cansinos-Assens (Editorial Aguilar, Madrid, 1955) (En el volumen Obras escogidas).
- En primavera (cuento). Versión directa del ruso de Rafael Cansinos-Assens (Editorial Aguilar, Madrid, 1955) (En el volumen Obras escogidas).
- La ciudad (cuento). Versión directa del ruso de Rafael Cansinos-Assens (Editorial Aguilar, Madrid, 1955) (En el volumen Obras escogidas).
- La Marsellesa (cuento). Versión directa del ruso de Rafael Cansinos-Assens (Editorial Aguilar, Madrid, 1955) (En el volumen Obras escogidas).
- En la estación (cuento). Versión directa del ruso de Rafael Cansinos-Assens (Editorial Aguilar, Madrid, 1955) (En el volumen Obras escogidas).
- Ipatov (cuento). Versión directa del ruso de Rafael Cansinos-Assens (Editorial Aguilar, Madrid, 1955) (En el volumen Obras escogidas).
- Los primeros honorarios (cuento). Versión directa del ruso de Rafael Cansinos-Assens (Editorial Aguilar, Madrid, 1955) (En el volumen Obras escogidas).
- En Saburov (cuento). Versión directa del ruso de Rafael Cansinos-Assens (Editorial Aguilar, Madrid, 1955) (En el volumen Obras escogidas).
- Alioscha el tonto (cuento). Versión directa del ruso de Rafael Cansinos-Assens (Editorial Aguilar, Madrid, 1955) (En el volumen Obras escogidas).
- Iba a cometerse un robo (cuento). Versión directa del ruso de Rafael Cansinos-Assens (Editorial Aguilar, Madrid, 1955) (En el volumen Obras escogidas).
- La florecilla bajo el pie (cuento). Versión directa del ruso de Rafael Cansinos-Assens (Editorial Aguilar, Madrid, 1955) (En el volumen Obras escogidas).
- Libros (cuento). Versión directa del ruso de Rafael Cansinos-Assens (Editorial Aguilar, Madrid, 1955) (En el volumen Obras escogidas).
- El gigantón (cuento). Versión directa del ruso de Rafael Cansinos-Assens (Editorial Aguilar, Madrid, 1955) (En el volumen Obras escogidas).
- Juventud (cuento). Versión directa del ruso de Rafael Cansinos-Assens (Editorial Aguilar, Madrid, 1955) (En el volumen Obras escogidas).
- Fiesta (cuento). Versión directa del ruso de Rafael Cansinos-Assens (Editorial Aguilar, Madrid, 1955) (En el volumen Obras escogidas).
- Risa (cuento). Versión directa del ruso de Rafael Cansinos-Assens (Editorial Aguilar, Madrid, 1955) (En el volumen Obras escogidas).
- Extranjero (cuento). Versión directa del ruso de Rafael Cansinos-Assens (Editorial Aguilar, Madrid, 1955) (En el volumen Obras escogidas).
- Mentira (cuento). Versión directa del ruso de Rafael Cansinos-Assens (Editorial Aguilar, Madrid, 1955) (En el volumen Obras escogidas).
- Silencio (cuento). Versión directa del ruso de Rafael Cansinos-Assens (Editorial Aguilar, Madrid, 1955) (En el volumen Obras escogidas).
- El muro (cuento). Versión directa del ruso de Rafael Cansinos-Assens (Editorial Aguilar, Madrid, 1955) (En el volumen Obras escogidas).
- Alarma (cuento). Versión directa del ruso de Rafael Cansinos-Assens (Editorial Aguilar, Madrid, 1955) (En el volumen Obras escogidas).
- En la cueva (cuento). Versión directa del ruso de Rafael Cansinos-Assens (Editorial Aguilar, Madrid, 1955) (En el volumen Obras escogidas).
- Abismo (cuento). Versión directa del ruso de Rafael Cansinos-Assens (Editorial Aguilar, Madrid, 1955) (En el volumen Obras escogidas).
- Ben-Tovit (cuento). Versión directa del ruso de Rafael Cansinos-Assens (Editorial Aguilar, Madrid, 1955) (En el volumen Obras escogidas).
- Ladrón (cuento). Versión directa del ruso de Rafael Cansinos-Assens (Editorial Aguilar, Madrid, 1955) (En el volumen Obras escogidas).
- El día de la ira (cuento). Versión directa del ruso de Rafael Cansinos-Assens (Editorial Aguilar, Madrid, 1955) (En el volumen Obras escogidas).
- En la oscura lejanía (cuento). Versión directa del ruso de Rafael Cansinos-Assens (Editorial Aguilar, Madrid, 1955) (En el volumen Obras escogidas).
- Imprudencia (cuento). Versión directa del ruso de Rafael Cansinos-Assens (Editorial Aguilar, Madrid, 1955) (En el volumen Obras escogidas).
- De la historia que no acabará nunca (cuento). Versión directa del ruso de Rafael Cansinos-Assens (Editorial Aguilar, Madrid, 1955) (En el volumen Obras escogidas).
- Supramortal (cuento). Versión directa del ruso de Rafael Cansinos-Assens (Editorial Aguilar, Madrid, 1955) (En el volumen Obras escogidas).
- Suerño (cuento). Versión directa del ruso de Rafael Cansinos-Assens (Editorial Aguilar, Madrid, 1955) (En el volumen Obras escogidas).
- A las estrellas (Teatro). Versión directa del ruso de Rafael Cansinos-Assens (Editorial Aguilar, Madrid, 1955) (En el volumen Obras escogidas).
- Sar Golold (Teatro). Versión directa del ruso de Rafael Cansinos-Assens (Editorial Aguilar, Madrid, 1955) (En el volumen Obras escogidas).
- Máscaras negras (Teatro). Versión directa del ruso de Rafael Cansinos-Assens (Editorial Aguilar, Madrid, 1955) (En el volumen Obras escogidas).
- Vida de hombre (Teatro). Versión directa del ruso de Rafael Cansinos-Assens (Editorial Aguilar, Madrid, 1955) (En el volumen Obras escogidas).
- Amor al prójimo (Teatro). Versión directa del ruso de Rafael Cansinos-Assens (Editorial Aguilar, Madrid, 1955) (En el volumen Obras escogidas).
- Días de nuestra vida (Teatro). Versión directa del ruso de Rafael Cansinos-Assens (Editorial Aguilar, Madrid, 1955) (En el volumen Obras escogidas).
- Anfisa (Teatro). Versión directa del ruso de Rafael Cansinos-Assens (Editorial Aguilar, Madrid, 1955) (En el volumen Obras escogidas).
- Anatema (Teatro). Versión directa del ruso de Rafael Cansinos-Assens (Editorial Aguilar, Madrid, 1955) (En el volumen Obras escogidas).
- Gaudeamus (Teatro). Versión directa del ruso de Rafael Cansinos-Assens (Editorial Aguilar, Madrid, 1955) (En el volumen Obras escogidas).
- Océano (Teatro). Versión directa del ruso de Rafael Cansinos-Assens (Editorial Aguilar, Madrid, 1955) (En el volumen Obras escogidas).
- Las bellas sabinas (Teatro). Versión directa del ruso de Rafael Cansinos-Assens (Editorial Aguilar, Madrid, 1955) (En el volumen Obras escogidas).
- Yekaterina Ivanovna (Teatro). Versión directa del ruso de Rafael Cansinos-Assens (Editorial Aguilar, Madrid, 1955) (En el volumen Obras escogidas).
- El profesor Storitsin (Teatro). Versión directa del ruso de Rafael Cansinos-Assens (Editorial Aguilar, Madrid, 1955) (En el volumen Obras escogidas).
- No matarás (Teatro). Versión directa del ruso de Rafael Cansinos-Assens (Editorial Aguilar, Madrid, 1955) (En el volumen Obras escogidas).
- El que se lleva las bofetadas (Teatro). Versión directa del ruso de Rafael Cansinos-Assens (Editorial Aguilar, Madrid, 1955) (En el volumen Obras escogidas).
- El vals de los perros (Teatro). Versión directa del ruso de Rafael Cansinos-Assens (Editorial Aguilar, Madrid, 1955) (En el volumen Obras escogidas).
- Honor (El viejo conde) (Teatro). Versión directa del ruso de Rafael Cansinos-Assens (Editorial Aguilar, Madrid, 1955) (En el volumen Obras escogidas).
- Los jóvenes (Teatro). Versión directa del ruso de Rafael Cansinos-Assens (Editorial Aguilar, Madrid, 1955) (En el volumen Obras escogidas).
- Celo administrativo (Teatro). Versión directa del ruso de Rafael Cansinos-Assens (Editorial Aguilar, Madrid, 1955) (En el volumen Obras escogidas).
- Tiranía de la minucia y crimen de la individualidad (Ensayo). Versión directa del ruso de Rafael Cansinos-Assens (Editorial Aguilar, Madrid, 1955) (En el volumen Obras escogidas).
- Sobre el intelectual ruso (Ensayo). Versión directa del ruso de Rafael Cansinos-Assens (Editorial Aguilar, Madrid, 1955) (En el volumen Obras escogidas).
- La esfinge de nuestro tiempo (Ensayo). Versión directa del ruso de Rafael Cansinos-Assens (Editorial Aguilar, Madrid, 1955) (En el volumen Obras escogidas).
- Gentes del lado sombrío (Ensayo). Versión directa del ruso de Rafael Cansinos-Assens (Editorial Aguilar, Madrid, 1955) (En el volumen Obras escogidas).
- Encuadernación en piel de burro (Ensayo). Versión directa del ruso de Rafael Cansinos-Assens (Editorial Aguilar, Madrid, 1955) (En el volumen Obras escogidas).
- En corro (Ensayo). Versión directa del ruso de Rafael Cansinos-Assens (Editorial Aguilar, Madrid, 1955) (En el volumen Obras escogidas).
- Coreografía (Ensayo). Versión directa del ruso de Rafael Cansinos-Assens (Editorial Aguilar, Madrid, 1955) (En el volumen Obras escogidas).
- Risa franca (Ensayo). Versión directa del ruso de Rafael Cansinos-Assens (Editorial Aguilar, Madrid, 1955) (En el volumen Obras escogidas).
- Griposos, neurasténicos y alcohólicos (Ensayo). Versión directa del ruso de Rafael Cansinos-Assens (Editorial Aguilar, Madrid, 1955) (En el volumen Obras escogidas).
- Sobre las cabezas de chinos (Ensayo). Versión directa del ruso de Rafael Cansinos-Assens (Editorial Aguilar, Madrid, 1955) (En el volumen Obras escogidas).
- El timo del progreso (Ensayo). Versión directa del ruso de Rafael Cansinos-Assens (Editorial Aguilar, Madrid, 1955) (En el volumen Obras escogidas).
- Vuelo libre (Ensayo). Versión directa del ruso de Rafael Cansinos-Assens (Editorial Aguilar, Madrid, 1955) (En el volumen Obras escogidas).
- Asesino (Ensayo). Versión directa del ruso de Rafael Cansinos-Assens (Editorial Aguilar, Madrid, 1955) (En el volumen Obras escogidas).
- Cuando nosotros, los vivos, comemos marranillo (Ensayo). Versión directa del ruso de Rafael Cansinos-Assens (Editorial Aguilar, Madrid, 1955) (En el volumen Obras escogidas).
- La Rusia miserable (Ensayo). Versión directa del ruso de Rafael Cansinos-Assens (Editorial Aguilar, Madrid, 1955) (En el volumen Obras escogidas).
- La locura de los valientes (Ensayo). Versión directa del ruso de Rafael Cansinos-Assens (Editorial Aguilar, Madrid, 1955) (En el volumen Obras escogidas).
- Loco (Ensayo). Versión directa del ruso de Rafael Cansinos-Assens (Editorial Aguilar, Madrid, 1955) (En el volumen Obras escogidas).
- El sexo débil (Ensayo). Versión directa del ruso de Rafael Cansinos-Assens (Editorial Aguilar, Madrid, 1955) (En el volumen Obras escogidas).
- El santo de Tatyana (Ensayo). Versión directa del ruso de Rafael Cansinos-Assens (Editorial Aguilar, Madrid, 1955) (En el volumen Obras escogidas).
- Tenemos encima el verano moscovita (Ensayo). Versión directa del ruso de Rafael Cansinos-Assens (Editorial Aguilar, Madrid, 1955) (En el volumen Obras escogidas).
- Unos cuantos bocetos de la vida moscovita (Ensayo). Versión directa del ruso de Rafael Cansinos-Assens (Editorial Aguilar, Madrid, 1955) (En el volumen Obras escogidas).
- En el juzgado (Ensayo). Versión directa del ruso de Rafael Cansinos-Assens (Editorial Aguilar, Madrid, 1955) (En el volumen Obras escogidas).
- El mentir general de toda Rusia (Ensayo). Versión directa del ruso de Rafael Cansinos-Assens (Editorial Aguilar, Madrid, 1955) (En el volumen Obras escogidas).
- El ruso y el ferrocarril (Ensayo). Versión directa del ruso de Rafael Cansinos-Assens (Editorial Aguilar, Madrid, 1955) (En el volumen Obras escogidas).
- El ruso y la celebridad (Ensayo). Versión directa del ruso de Rafael Cansinos-Assens (Editorial Aguilar, Madrid, 1955) (En el volumen Obras escogidas).
- El ruso en el teatro (Ensayo). Versión directa del ruso de Rafael Cansinos-Assens (Editorial Aguilar, Madrid, 1955) (En el volumen Obras escogidas).
- Riga. El Báltico (Ensayo). Versión directa del ruso de Rafael Cansinos-Assens (Editorial Aguilar, Madrid, 1955) (En el volumen Obras escogidas).
- En el Mediodía (Ensayo). Versión directa del ruso de Rafael Cansinos-Assens (Editorial Aguilar, Madrid, 1955) (En el volumen Obras escogidas).
- Cabalgada (Ensayo). Versión directa del ruso de Rafael Cansinos-Assens (Editorial Aguilar, Madrid, 1955) (En el volumen Obras escogidas).
- El Volga y el Kama (Ensayo). Versión directa del ruso de Rafael Cansinos-Assens (Editorial Aguilar, Madrid, 1955) (En el volumen Obras escogidas).
- Viajeros (Ensayo). Versión directa del ruso de Rafael Cansinos-Assens (Editorial Aguilar, Madrid, 1955) (En el volumen Obras escogidas).
- Diarios infantiles (Ensayo). Versión directa del ruso de Rafael Cansinos-Assens (Editorial Aguilar, Madrid, 1955) (En el volumen Obras escogidas).
- Sobre el lector (Ensayo). Versión directa del ruso de Rafael Cansinos-Assens (Editorial Aguilar, Madrid, 1955) (En el volumen Obras escogidas).
- Del escritor (Ensayo). Versión directa del ruso de Rafael Cansinos-Assens (Editorial Aguilar, Madrid, 1955) (En el volumen Obras escogidas).
- Escritores (Ensayo). Versión directa del ruso de Rafael Cansinos-Assens (Editorial Aguilar, Madrid, 1955) (En el volumen Obras escogidas).
- Sobre P. D. Boborikin (Ensayo). Versión directa del ruso de Rafael Cansinos-Assens (Editorial Aguilar, Madrid, 1955) (En el volumen Obras escogidas).
- Sobre los versos de Sirotinin (Ensayo). Versión directa del ruso de Rafael Cansinos-Assens (Editorial Aguilar, Madrid, 1955) (En el volumen Obras escogidas).
- Sobre Jack London (Ensayo). Versión directa del ruso de Rafael Cansinos-Assens (Editorial Aguilar, Madrid, 1955) (En el volumen Obras escogidas).
- Un año antes de su muerte (Ensayo). Versión directa del ruso de Rafael Cansinos-Assens (Editorial Aguilar, Madrid, 1955) (En el volumen Obras escogidas).
- Muerte de Gulliver (Ensayo). Versión directa del ruso de Rafael Cansinos-Assens (Editorial Aguilar, Madrid, 1955) (En el volumen Obras escogidas).
- El actor (Ensayo). Versión directa del ruso de Rafael Cansinos-Assens (Editorial Aguilar, Madrid, 1955) (En el volumen Obras escogidas).
- F. G. Volkov (Ensayo). Versión directa del ruso de Rafael Cansinos-Assens (Editorial Aguilar, Madrid, 1955) (En el volumen Obras escogidas).
- Unas palabras sobre el Teatro del Arte (Ensayo). Versión directa del ruso de Rafael Cansinos-Assens (Editorial Aguilar, Madrid, 1955) (En el volumen Obras escogidas).
- Tres hermanas (Ensayo). Versión directa del ruso de Rafael Cansinos-Assens (Editorial Aguilar, Madrid, 1955) (En el volumen Obras escogidas).
- Cuando resucitamos los muertos (Ensayo). Versión directa del ruso de Rafael Cansinos-Assens (Editorial Aguilar, Madrid, 1955) (En el volumen Obras escogidas).
- Disonancia (Ensayo). Versión directa del ruso de Rafael Cansinos-Assens (Editorial Aguilar, Madrid, 1955) (En el volumen Obras escogidas).
- El pato salvaje (Ensayo). Versión directa del ruso de Rafael Cansinos-Assens (Editorial Aguilar, Madrid, 1955) (En el volumen Obras escogidas).
- Si en la vida triunfas, triunfarás en la muerte (Ensayo). Versión directa del ruso de Rafael Cansinos-Assens (Editorial Aguilar, Madrid, 1955) (En el volumen Obras escogidas).
- F. I. Schaliapin (Ensayo). Versión directa del ruso de Rafael Cansinos-Assens (Editorial Aguilar, Madrid, 1955) (En el volumen Obras escogidas).
- Carta sobre el teatro (Ensayo). Versión directa del ruso de Rafael Cansinos-Assens (Editorial Aguilar, Madrid, 1955) (En el volumen Obras escogidas).
- El caso de los Skitskie (Ensayo). Versión directa del ruso de Rafael Cansinos-Assens (Editorial Aguilar, Madrid, 1955) (En el volumen Obras escogidas).
- Patrono y obrero (Ensayo). Versión directa del ruso de Rafael Cansinos-Assens (Editorial Aguilar, Madrid, 1955) (En el volumen Obras escogidas).
- Estupro de una menor (Ensayo). Versión directa del ruso de Rafael Cansinos-Assens (Editorial Aguilar, Madrid, 1955) (En el volumen Obras escogidas).
- Robo (Ensayo). Versión directa del ruso de Rafael Cansinos-Assens (Editorial Aguilar, Madrid, 1955) (En el volumen Obras escogidas).
- Mi héroe (Ensayo). Versión directa del ruso de Rafael Cansinos-Assens (Editorial Aguilar, Madrid, 1955) (En el volumen Obras escogidas).
- Primavera (Ensayo). Versión directa del ruso de Rafael Cansinos-Assens (Editorial Aguilar, Madrid, 1955) (En el volumen Obras escogidas).
- Novela china (Ensayo). Versión directa del ruso de Rafael Cansinos-Assens (Editorial Aguilar, Madrid, 1955) (En el volumen Obras escogidas).
- Verano (Ensayo). Versión directa del ruso de Rafael Cansinos-Assens (Editorial Aguilar, Madrid, 1955) (En el volumen Obras escogidas).
- Muerióse el pobre Ekstemporalii (Ensayo). Versión directa del ruso de Rafael Cansinos-Assens (Editorial Aguilar, Madrid, 1955) (En el volumen Obras escogidas).
- Los siete ahorcados; Saschka Yegulev (Editorial Porrúa, 1993)
- La risa roja (novela). Versión directa del ruso de Rafael Cansinos-Assens (Arca Ediciones, 2006 en formato libro, 2011 en formato digital)
- Los espectros Traducción directa del ruso de Nicolás Tasin (Acantilado, 2008)
- Las tinieblas Traducción directa del ruso de Nicolás Tasin (Acantilado, 2009)
- El abismo y otros relatos, trad. directa del ruso de Alejandro Ariel González, Santiago de Chile, LOM, 2021. ISBN: 9789560014726.
- Vida de Vasili Fivieski y otros relatos, trad. directa del ruso de Alejandro Ariel González, Santiago de Chile, LOM, 2018. ISBN: 9789560011145.
- En la niebla y otros relatos, trad. directa del ruso de Alejandro Ariel González, Santiago de Chile, LOM, 2017. Notas. ISBN: 9789560009296.
- Relato sobre los siete ahorcados y otros cuentos, trad. directa del ruso de Alejandro Ariel González, Santiago de Chile, LOM, 2016. Notas. ISBN: 9789560007797.
- Judas Iscariote y otros relatos, trad. directa del ruso de Alejandro Ariel González, Santiago de Chile, LOM, 2014. Notas. ISBN: 9789560007797.

## Adaptaciones cinematográficas
- El que recibe las bofetadas (1947)
- Todos los filmes